# Charlotte Bruus Christensen
Charlotte Bruus Christensen, née le 20 mars 1975, est une directrice de la photographie danoise.

## Biographie
Charlotte Bruus Christensen est diplômée de la National Film and Television School (NFTS) en 2004. Après ses études elle travaille sur plusieurs courts-métrages en Angleterre, notamment Between Us en 2004, qu'elle écrit, photographie, et co-réalise avec son mari Stefan Mørk (également diplômé de la NFTS),.
Elle rencontre Thomas Vinterberg alors que celui-ci cherche une nouvelle approche pour son film Submarino.
Elle travaille à nouveau avec Vinterberg en 2012 sur le film Le Chasse. Son travail, utilisant l'Arri Alexa, est récompensé du Prix Vulcain de l'artiste technicien et d'un Bodil. Chistensen et Vinterberg s'associent une troisième fois en 2015 pour le film Loin de la foule déchaînée .

## Filmographie sélective
- 2010 : Submarino de Thomas Vinterberg
- 2012 : La Chasse de Thomas Vinterberg
- 2013 : Det andet liv de Jonas Elmer
- 2015 : Life d'Anton Corbijn
- 2015 : Loin de la foule déchaînée  de Thomas Vinterberg
- 2016 : La Fille du train de Tate Taylor[7]
- 2016 : Fences de Denzel Washington
- 2017 : Le Grand jeu (Molly's Game) d'Aaron Sorkin
- 2018 : Sans un bruit (A Quiet Place) de John Krasinski
- 2019 : The Banker de George Nolfi

## Récompenses et distinctions
- 2014 : Bodil du meilleur directeur de la photographie pour La Chasse